# 桑原正紀
桑原 正紀（くわはら まさき、1948年8月12日 -  ）は歌人。

## 経歴
広島県双三郡君田村大字泉吉田（現・三次市君田町）に生まれる。君田小学校、君田中学校を経て、広島県立三次高等学校卒業。中学時代は野球を始め、スポーツに親しむと同時に、芥川龍之介や太宰治などを読む。高校時代は、読書をよくするとともに、サッカー部と卓球部を兼部。高校一年のとき、授業で初めて短歌を制作する。
國學院大學文学部卒業、同大学院修士課程・博士課程修了。卒業論文は催馬楽の研究、修士論文は古代歌謡の研究。大学院修了後、立教高等学校の教諭となる。野球部の顧問を務め、教え子に長嶋一茂がいる。
1973年、歌誌「コスモス」に入会、宮柊二に師事。1976年、「コスモス」の新人賞である「桐の花賞」を受賞。1985年、「コスモス」の仲間である奥村晃作、高野公彦らと同人誌「棧橋」を創刊。
脳動脈瘤破裂で倒れた妻を真摯な愛をもって介護する日々を、それまでになくストレートな作風で描いた第5歌集『妻へ。千年待たむ』で介護詠の旗手となる。2009年には、やはり老人介護問題をテーマとした作品「棄老病棟」で第45回短歌研究賞を受賞した。

## 著書
- 歌集『火の陰翳』 石川書房、1986年　現代短歌社第1歌集文庫、2013年
- 歌集『白露光』 雁書館、1992年
- 歌集『月下の譜』 雁書館、1996年
- 歌集『時のほとり』 雁書館、2002年
- 評論集『宮英子の歌』雁書館、2003年
- 評論集『歌の光芒』 柊書房、2005年
- 選集『緑蔭』（新現代歌人叢書18）　短歌新聞社、2005年
- 歌集『妻へ。千年待たむ』 短歌研究社、2007年
- 歌集『一天紺』 柊書房、2009年
- 歌集『天意』 短歌研究社、2010年
- 歌集『花西行』 現代短歌社、2016年
- 歌集『秋夜吟』 青磁社、2019年

## 関連文献
- 木畑紀子 『曙光の歌びと-「桑原正紀」を読む』 短歌研究社、2011年